# Sphicosa globosa
Sphicosa globosa är en tvåvingeart som beskrevs av Smith 1962. Sphicosa globosa ingår i släktet Sphicosa och familjen dansflugor. Inga underarter finns listade i Catalogue of Life.